# 나가테 아야카
나가테 아야카(長手絢香, 1981년 10월 30일 ~ )는 일본의 여성 아이돌 가수이다. 예명은 아야카(アヤカ). 본명은 타니하라 아야카(谷原絢香). 전본성은 나가테(長手), 기무라(木村). 효고현 고베시 히가시나다구 출신. 연예사무소 업프런트 에이전시 (현 업프런트 프로모션) 소속의 코코넛무스메。의 멤버로 활동하였다. 2008년 5월 1일, 트라이스톤 엔터테인먼트로 이적.

## 특징
- 코코넛무스메。의 역대 멤버 중에서 유일한 일본인이다.
- 하와이 대학교 문학부 학생이었지만 휴학하고 일본에 왔다.
- 골프를 치며 사무소나 연예인 골프 이벤트 등에 자주 참가한다.
- 겉과 속이 다른 듯하다. 본인이 밝히길 “예전에 카멜레온이라고 불리던 여자에요” 라고 한다.
- 자타공인의 건망증 여왕이다.
- 유치원 때부터 인터내셔널 스쿨에 다녀서 영어 교육만 받았기 때문에 한자에 대해서는 취약하다.

## 친구
요시자와 히토미, 사토다 마이, 이시카와 리카

## 약력
- 14살 때 어머니와 함께 하와이주에 이주하였다.
- 1999년, 퍼시픽 드림 싱어 컨테스트에 합격하여 코코넛무스메。로 데뷔.
- 2001년 10월, 죠치대학에 입학.
- 2002년, 풋치모니에 가입.
- 2003년, 로망스에 참가.
- 2004년 5월 2일, 미카의 로스앤젤레스 유학에 따라 코코넛무스메。의 멤버는 아야카 혼자가 된다.
- 2008년 4월 30일, 헬로! 프로젝트 졸업.
- 2008년 5월 1일, 트라이스톤 엔터테인먼트(Tristone Entertainment)로 이적. 동시에 예명을 나가테 아야카(長手絢香)에 개명.
- 2008년 7월 8일, 인기 프로 골퍼 타니하라 히데토와 결혼.
- 2009년 12월 12일, 오피셜 블로그「AYAKA BLOG」스타트.
- 2011년 4월 2일, 공식 블로그로 임신하고 있는 것을 발표.

## 음악
각 유닛의 항목 참조

## 출연

### 텔레비전
- 미소녀교육 (2001년 4월 ~ 9월, TX계열：테레비도쿄)
- 미소녀교육Ⅱ (2002년 4월 ~ 9월, TX계열：테레비도쿄)

모두 프로그램 내 코너《AYAKA의 돌격 영어 회화》에 레귤러 출연
- 섹시녀 학원 (2003년 4월 ~ 9월, TX계열：테레비도쿄)
- 황금취단 (2005년 4월 ~　, 히가시닛폰 방송, 리포터)
- 스폐셜 드라마 꿈을 이뤄주는 코끼리 (2008년 10월 2일, NTV)

### 라디오
- 코코넛무스메。아야카의 HELLO! MUSIC LATTE (모바HO! ch.401, 월 ~ 일 18：00 ~ 19：55)
- 아야카의 COCONUTS KISS! (MUSIC BIRD, 수 21：00 ~ 22：00)
- Afternoon Paradise Trip In The Country (MUSIC BIRD, 월 15：00 ~ 16：55)
- Music Diary (MUSIC BIRD, 화 20：00 ~ 21：00)
- GREEN JACKET 내 코너 "아야카의 What's New" (Inter FM, 토 05：00 ~ 08：00)

### 뮤지컬
- LOVE 센츄리 -꿈은 꾸지 않으면 시작되지 않아- (2001년 5월 3일 - 27일, 모닝구무스메。주연)
- 켄&메리의 밀가루 온 스테이지! (2003년 2월 5일 - 23일, 고토 마키 주연)
- 에도아가씨。추신구라 (2003년 5월 31일 - 6월 29일,　모닝구무스메。주연)
- 작별의 LOVE SONG (2004년 2월 18일 - 29일, 고토 마키 주연)
- 신비한 소녀 탐정 캬라&메루 (2005년 3월 18일 - 4월 10일, W 주연)

### 이벤트
- 야스다 케이 · 이나바 아츠코 · 아야카의 당일치기 버스 여행 (2005년 3월 12일)
- 야스다 케이 · 이나바 아츠코 · 아야카의 1박 2일 버스 여행 in 나가노 (2005년 5월 14일 - 15일)
- 야스다 케이 · 이나바 아츠코 · 아야카의 1박 2일 버스 여행 in 나가노 Part2 (2006년 6월 10일 - 11일)
- 야스다 케이 · 이나바 아츠코 · 아야카의 1박 2일 버스 여행 in 나가노 Part3 (2007년 6월 2일 - 3일)
- 팬클럽 한정 퍼시픽헤븐 이벤트

### 무대
- 성인의 보리차 제10회 공연《코토부키 커피》(2006년 8월 31일 - 9월 10일, 시모키타자와「극」소극장) - 산코쿠 린 역할
- 30-DELUX『BLUE』(2007년 3월 15일 - 21일, 신주쿠교엔 씨어터썬몰, 3월 24일 - 25일,　잇신지 씨어터구락부) - 나오미 (타치바나 나오미) 역할
- 성인의 보리차 제12회 공연《달라요 시스터즈》(2007년 8월 15일 - 19일,　키노쿠니야홀)
- 극단 시니어 그래피티 제6회 공연~쇼와 가요 씨어터『FAR AWAY』~ (2007년 9월 27일 - 9월 30일, 키타센쥬 THEATRE1010)

## 서적
- 코코넛무스메。의 즐거운 하와이 유학 (2002년 8월 5일, 업프런트북스) ISBN 4-8470-1460-X
- 1st 솔로 사진집《AYAKA - アヤカ写真集》(2003년 9월 5일, 와니북스) ISBN 4-8470-2771-X

## DVD
- 카타야마 싱고＆타니 마사키 Digital Swing Revoution ~여기부터 시작하면 Golf는 간단~ (2006년 4월 26일, Hachama)

## 소속 유닛
- 코코넛무스메。(1999년 ~ 2008년)
- 셔플 유닛
  - 키이로5 (2000년)
  - 나나닌 마츠리 (2001년)
  - 섹시8 (2002년)
  - 11WATER (2003년)
  - H.P.올스타즈 (2004년)
- 풋치모니 (2002년 ~ 2008년)
- 로망스 (2003년)